# Naso lopezi
Espèce
Statut de conservation UICN

 LC  : Préoccupation mineure
Naso lopezi est une espèce de poisson d'eau de mer de la famille des Acanthuridae.

## Distribution
Cette espèce se rencontre dans l'ouest de l'océan Pacifique.

## Description
Naso lopezi mesure au maximum 60 cm.